# Ectodus descampsii
Ectodus descampsii es una especie de peces de la familia Cichlidae en el orden de los Perciformes. Es la única especie del género Ectodus.

## Morfología
Los machos pueden llegar alcanzar los 10,4 cm de longitud total.

## Alimentación
Come microorganismos y  algas (incluyendo  diatomeas ).

## Hábitat
Es una especie de clima tropical 24 °C-26 °C de temperatura.

## Distribución geográfica
Se encuentran en África: es una especie  endémica del Lago Tanganica.